# Dipodium roseum
Dipodium roseum là một loài lan được tìm thấy ở đông và đông nam Úc.

## Hình ảnh

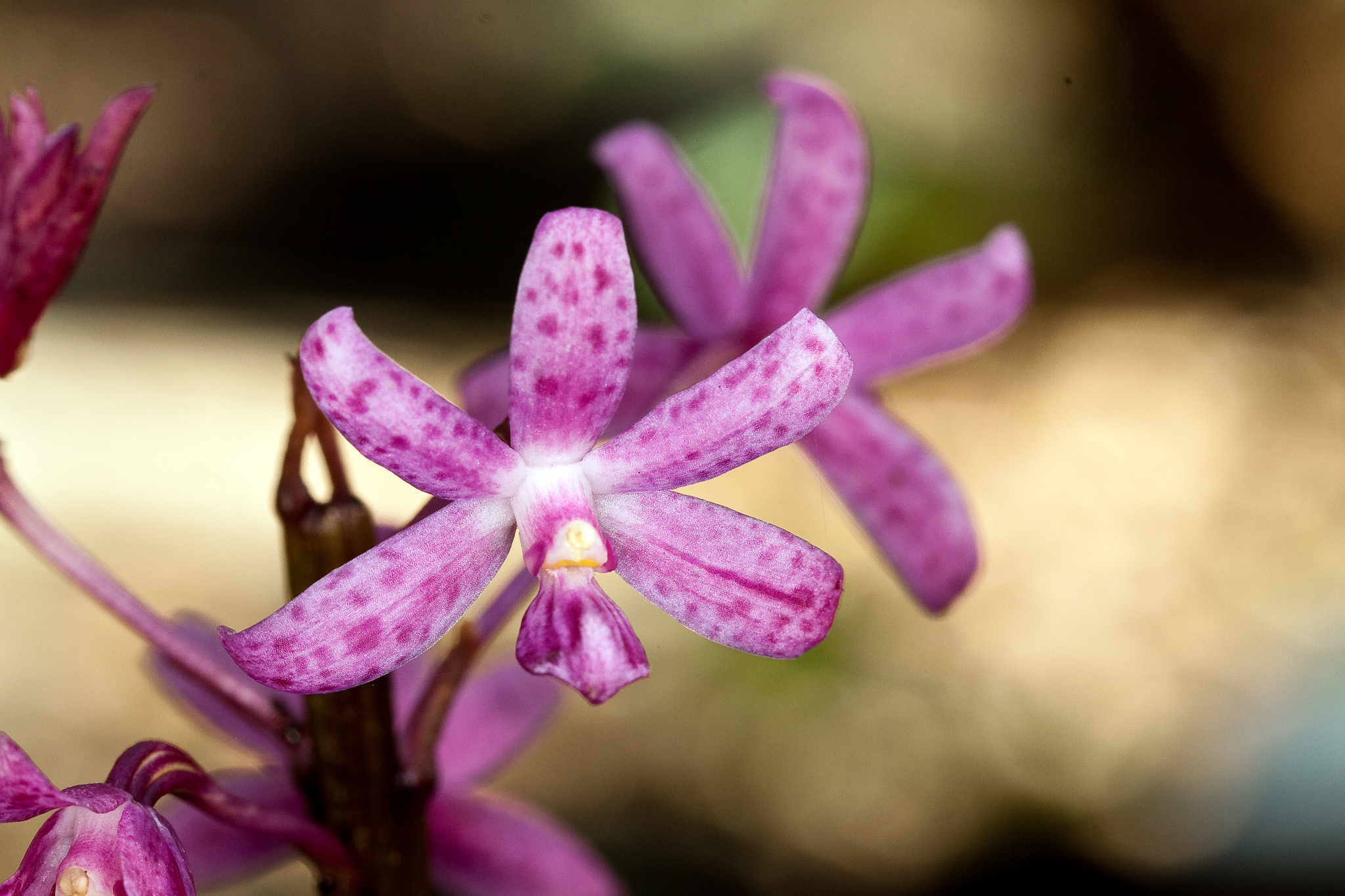
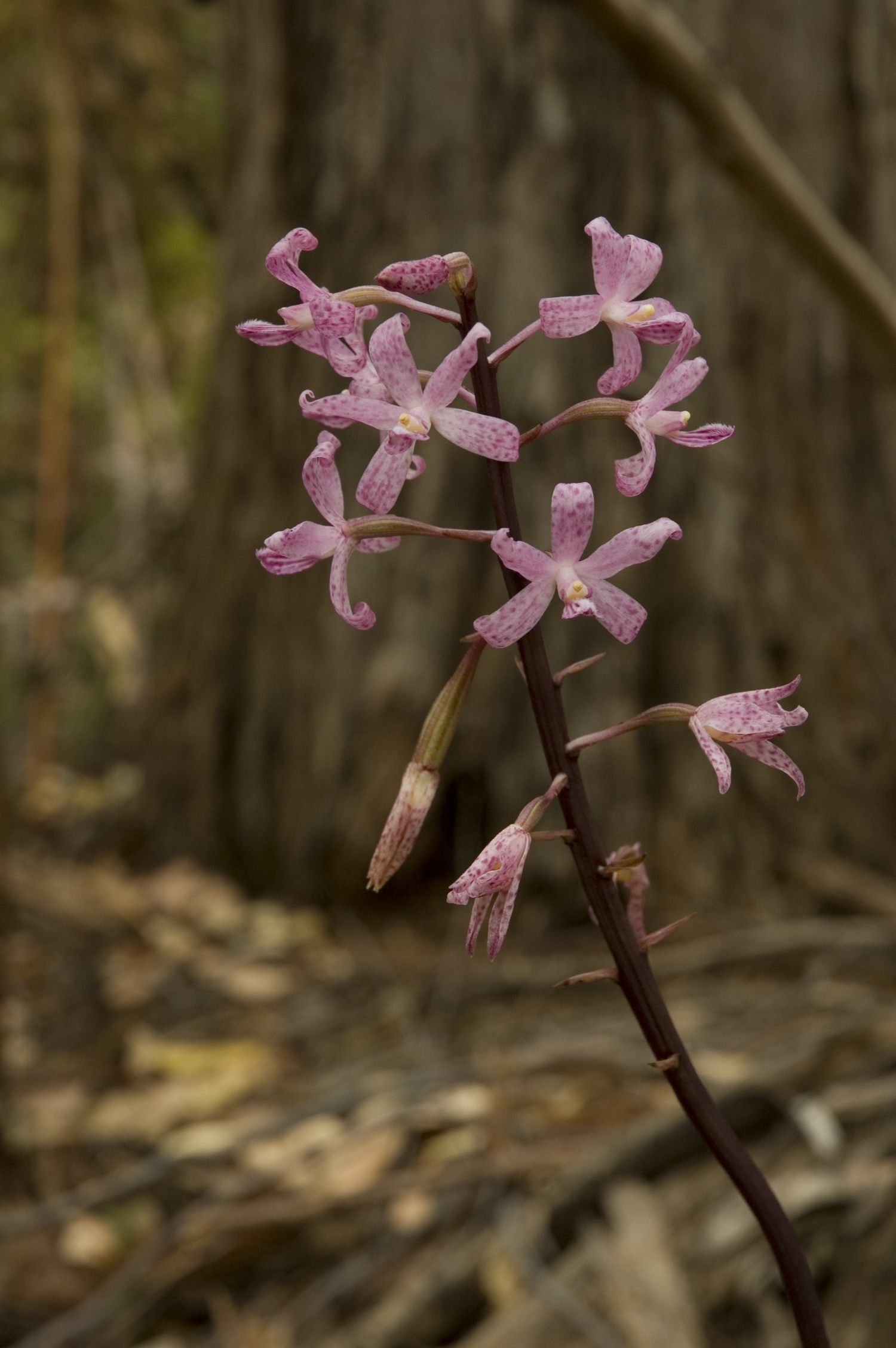
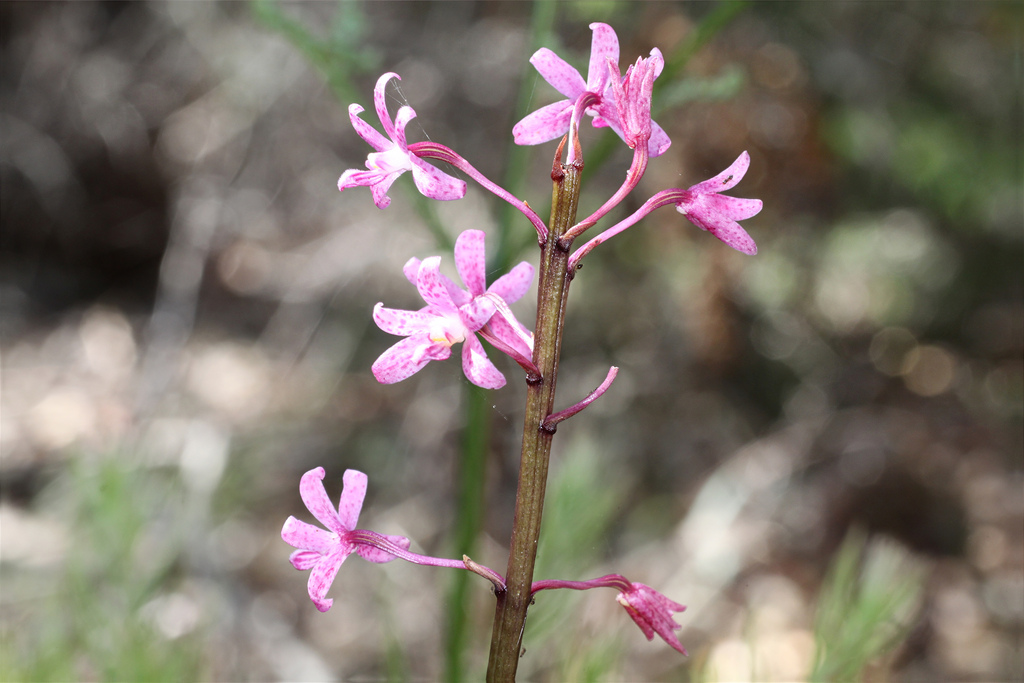